# Coelogyne chanii
Coelogyne chanii é uma espécie de orquídea epífita, família Orchidaceae, originária de Borneu.